# Tieshangang
Tieshangang (chinesisch 铁山港区, Pinyin Tiěshāngǎng Qū; Zhuang Dejsanhgangj Gih) ist ein chinesischer Stadtbezirk der Stadt Beihai des Autonomen Gebietes Guangxi der Zhuang. Er hat eine Fläche von 492,9 km² und zählt 156.000 Einwohner (Stand: 2018). Sein Hauptort ist die Großgemeinde Nankang 南康镇.

## Administrative Gliederung
Auf Gemeindeebene setzt sich der Stadtbezirk aus drei Großgemeinden zusammen. Diese sind:
- Großgemeinde Nankang 南康镇
- Großgemeinde Yingpan 营盘镇
- Großgemeinde Xinggang 兴港镇